# Tredjepartslogistik
Tredjepartslogistik, förkortat TPL eller 3PL (engelsk förkortning av third-party logistics), innebär att en tredje part, utöver säljare och kund, övertar vissa eller alla logistiska funktioner, till exempel att ett företag låter ett annat företag sköta leveransen av varorna, så kallad utlokalisering av verksamheten. Vanliga tjänster som kan utföras inom tredjepartslogistik förutom transporter är exempelvis lagerhantering. Att lägga ut sin lagerhållning eller leveransfunktion och liknande logistiktjänster på entreprenad till en extern part kan vara ett sätt för företag att spara pengar och fokusera på kärnverksamheten.
Användandet av TPL har sedan mitten av 1990-talet vuxit kraftigt och i dag har branschen utvecklats till en viktig del inom logistikområdet. Ett tydligt tecken på branschens tillväxt är att det har växt upp specialister inom olika delar av TPL och stödfunktioner för branschen. Skillnaden mellan att använda sig av TPL och att köpa enklare logistiktjänster är att det mellan en TPL-leverantör och en varuägare finns ett kontraktsbundet samarbete som omfattar mer än en tjänst och som dessutom ofta sträcker sig över en längre tidsperiod. Vanlig kontraktstid är tre år men samarbeten tenderar till att vara betydligt längre.
Leverantörslösningar kan kategoriseras i flera olika former varav 3PL leverantörer är en del. Ofta kategoriseras leverantörslösningar i 1PL, 2PL, 3PL, 4PL och 5PL lösningar. Första parts logistikleverantörer (1PL) erbjuder enstaka tjänster inom ett specifikt område och kan inkludera transportföretag och hamnoperatörer. Andra parts logistikleverantörer (2PL) verkar över större områden och tillhandahåller standardiserade logistiktjänster med egna och externa resurser som lastbilar och lager. Dessa tjänster är inte integrerade i kundens system. Tredje parts logistikleverantörer (3PL) är däremot integrerade i kundens system och erbjuder anpassade tjänster baserade på långsiktiga kontrakt, vilket gör dem kostnadseffektiva över tid. Slutligen finns icke-tillgångsbaserade leverantörer (4PL och 5PL) som erbjuder konsulttjänster och hantering av frakt utan att äga några fysiska tillgångar, och använder sin branschexpertis och teknologiska lösningar för att förbättra leveranskedjan.